# Goręczyno (gromada)
Goręczyno (od 1 I 1962 Somonino) – dawna gromada, czyli najmniejsza jednostka podziału terytorialnego Polskiej Rzeczypospolitej Ludowej w latach 1954–1972.
Gromady, z gromadzkimi radami narodowymi (GRN) jako organami władzy najniższego stopnia na wsi, funkcjonowały od reformy reorganizującej administrację wiejską przeprowadzonej jesienią 1954 do momentu ich zniesienia z dniem 1 stycznia 1973, tym samym wypierając organizację gminną w latach 1954–1972.
Gromadę Goręczyno z siedzibą GRN w Goręczynie utworzono – jako jedną z 8759 gromad na obszarze Polski – w powiecie kartuskim w woj. gdańskim na mocy uchwały nr 17/III/54 WRN w Gdańsku z dnia 5 października 1954. W skład jednostki weszły obszary dotychczasowych gromad Goręczyno, Ostrzyce, Ramleje, Rąty i Sławki ze zniesionej gminy Goręczyno w tymże powiecie. Dla gromady ustalono 18 członków gromadzkiej rady narodowej.
1 stycznia 1960 do gromady Goręczyno włączono miejscowości Somonino i Stary Dwór ze zniesionej gromady Kiełpino w tymże powiecie.
1 stycznia 1962 do gromady Goręczyno włączono miejscowości Egiertowo, Kamela, Hopowo, Lisia Góra, Wyczechowo, Pstra Suka, Nowy Dwór, Mały Dwór, Borcz, Trątkownica i Potoka ze zniesionej gromady Egiertowo w tymże powiecie, po czym gromadę Goręczyno zniesiono, przenosząc siedzibę GRN z Goręczyna do Somonina i zmieniając nazwę jednostki na gromada Somonino.